# Julius Mankell

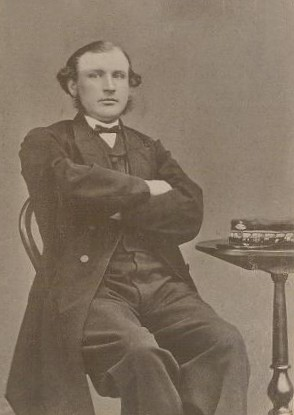
Julius Mankell

Julius Mankell (* 8. Juni 1828 in Stockholm; † 23. Februar 1897 ebenda) war ein schwedischer Offizier, Politiker und Militärhistoriker.

## Leben
Obwohl eher an Musik und Malerei interessiert begann Mankell im Alter von 19 Jahren eine militärische Laufbahn. Unter dem Eindruck der revolutionären Ereignisse von 1848 war er progressiven politischen Strömungen gegenüber aufgeschlossen. Mit dem Herausgeber des Aftonbladet, August Sohlmann, dem Autor August Theodor Blanche und anderen gründete er in den 1860er Jahren die Scharfschützengesellschaft (Skarpskytterörelse), die in der schwedischen Bevölkerung sehr populär war und bald 5000 Mitglieder hatte. Sie vertrat die Vision eines bewaffneten unabhängigen Volkes, beschränkte sich in ihren Aktivitäten aber auf das Feiern nationaler Helden, die Veranstaltung von Schießwettbewerben und Festen.
Mankell beriet zweimal den schwedischen König bei Plänen zu einem Krieg gegen Russland, die jedoch nicht verwirklicht wurden. Mit Wissen und Unterstützung des Königs Karl XV. nahm er 1863 am Januaraufstand Polens gegen Russland teil, bei denen er verwundet wurde und in österreichische Kriegsgefangenschaft kam. Bei seiner Rückkehr wurde er in der Bevölkerung als Held gefeiert, während staatliche Stellen und Diplomatie seine Aktivitäten sehr kritisch sahen. Mit dem Regierungsantritt Königs Oscar II. 1872 schied Mankell im Rang eines Hauptmanns aus dem Militärdienst aus.
Daneben war Mankell auch unmittelbar als liberaler Politiker aktiv. 1866 wurde er in den Stadtrat von Stockholm gewählt, 1869 bis 1872 und ab 1882 war er Mitglied des Reichstages. Bereits seit den 1860er Jahren befasste sich Mankell mit militärhistorischen Forschungen. Er übersetzte die Schriften Carl von Clausewitz’, verfasste Artikel für Zeitschriften, einen Essay über Gustav Adolph, ein illustriertes Werk über Uniformen sowie Bücher zur schwedischen und finnischen Militärgeschichte.